# Gymnosciadium
Gymnosciadium es un género monotípico de plantas perteneciente a la familia Apiaceae. Su única especie: Gymnosciadium pimpinelloides K.Koch, es originaria de Etiopía.

## Descripción
Planta más o menos pubescentes, perennes. Con hojas subradicales, pinnadas, de diversas longitudes de hasta 15 cm, pocos foliolos, crenadas, sésiles, la terminal profundamente cordada, 3-6 cm de ancho. Pedúnculo de umbela subradical, con  2-4 rayos primarios, y 8-13 rayos secundarios. Pétalos blancos. Fruto peludo cuando jóvenes, glabros cuando está maduro.

## Taxonomía
Gymnosciadium pimpinelloides fue descrita por Christian Ferdinand Friedrich Hochstetter  y publicado en Flora 27(1): 20. 1844.
Sinonimia
- Trachydium pimpinelloides C.Norman